# Astragalus asotinensis
Astragalus asotinensis är en ärtväxtart som beskrevs av Bjork och Fishbein. Astragalus asotinensis ingår i släktet vedlar, och familjen ärtväxter. Inga underarter finns listade i Catalogue of Life.